# Martín Mancisidor
Martín Mancisidor, né le 1er novembre 1924 à Basauri et mort le 21 avril 2011 à Mundaka,, est un coureur cycliste espagnol.

## Biographie
Martín Mancisidor participe à sa première course cycliste à l'âge de quinze ans avec un vélo emprunté, sans prévenir ses parents. Il passe professionnel au début des années 1940. Décrit comme un bon grimpeur, il remporte une quarantaine de courses, dont quatre éditions de la Subida a Arrate, la Prueba Villafranca de Ordizia (à deux reprises) ou le Circuit de Getxo,. Il se distingue également sur le Tour d'Espagne 1947 en terminant deuxième du classement de la montagne et troisième d'une étape. 
En 1954, il dispute sa dernière saison en Espagne. Il se retire ensuite des compétitions. Après sa carrière sportive, il est devenu directeur sportif de l'équipe Karpy. Son fils Martín junior a lui aussi été brièvement cycliste professionnel. 

## Palmarès
- 1941
  - Cinturón de Bilbao
  - Prueba Villafranca de Ordizia
  - 2e de la Subida a Arrate
  - 3e du championnat d'Espagne de la montagne
- 1942
  - Subida a Arrate
  - Grand Prix de Biscaye
  - Subida a Arantzazu
  - 2e du Circuit de Getxo
  - 2e de la Subida a la Cuesta de Santo Domingo
  - 2e de la Subida al Naranco
  - 2e du Trofeo Masferrer
  - 3e du Circuito del Norte
  - 3e de la Cinturón de Bilbao
- 1943
  - Subida a Arrate
  - GP Ayuntamiento de Bilbao :
    - Classement général
    - 4e étape (contre-la-montre)

  - Circuit de Getxo
  - Prueba Villafranca de Ordizia
  - 3e de la Subida a la Cuesta de Santo Domingo
- 1944
  - Tour de Cantabrie
  - Subida a Arrate
  - Subida a la Cuesta de Santo Domingo
  - 2e du Circuit de Getxo
  - 2e du Trofeo Masferrer
  - 2e de la Clásica a los Puertos
- 1945
  - 2e du GP Fútbol de Sobremesa
  - 2e de la Subida al Naranco
  - 3e du championnat d'Espagne de la montagne
- 1946
  - Subida a Arrate
  - 2e de la Subida al Naranco
- 1950
  - Prueba Legazpia
  - Vuelta a Galapagar
  - 2e du Circuit de Getxo
  - 2e du Circuito Sardinero
- 1952
  - Prueba Loinaz

## Résultats sur les grands tours

### Tour d'Espagne
3 participations
- 1945 : abandon (2e étape)
- 1947 : 25e
- 1950 : 16e